# Чемпионат Европы по хоккею с шайбой среди юниорских команд 1982
15-й чемпионат Европы по хоккею с шайбой среди юниоров прошёл в Энгельхольме и Тюринге (Швеция) с 29 марта по 4 апреля 1982 года. Чемпионом стала сборная Швеции.

## Группа А

### Предварительный раунд
Группа 1
В группе не выступала сборная Польши, вместо неё выступала сборная Швеции (U-17), которая провела три матча вне конкурса уступив 3:8 СССР, 4:5 Финляндии и обыграв 9:0 Швейцарию.
| Сборная      | 1   | 2   | 3   | ШЗ/ШП | О |
| ------------ | --- | --- | --- | ----- | - |
| 1. СССР      |     | 6:3 | 8:1 | 14:4  | 4 |
| 2. Финляндия | 3:6 |     | 4:2 | 7:8   | 2 |
| 3. Швейцария | 1:8 | 2:4 |     | 3:12  | 0 |

Группа 2
| Сборная         | 1    | 2    | 3   | 4    | ШЗ/ШП | О |
| --------------- | ---- | ---- | --- | ---- | ----- | - |
| 1. Швеция       |      | 3:2  | 6:1 | 23:1 | 32:4  | 6 |
| 2. Чехословакия | 2:3  |      | 5:1 | 24:2 | 31:6  | 4 |
| 3. ФРГ          | 1:6  | 1:5  |     | 3:3  | 5:14  | 1 |
| 4. Франция      | 1:23 | 2:24 | 3:3 |      | 6:50  | 1 |

### Финальный раунд
Чемпионская группа
| Сборная         | 1     | 2     | 3     | 4     | ШЗ/ШП | О |
| --------------- | ----- | ----- | ----- | ----- | ----- | - |
| 1. Швеция       |       | (3:2) | 5:3   | 7:5   | 15:10 | 6 |
| 2. Чехословакия | (2:3) |       | 7:3   | 8:3   | 17:9  | 4 |
| 3. СССР         | 3:5   | 3:7   |       | (6:3) | 12:15 | 2 |
| 4. Финляндия    | 5:7   | 3:8   | (3:6) |       | 11:21 | 0 |

Утешительный раунд
Матчи сборной Швеции U-17: ФРГ 7:2, Франция 18:2.
| Сборная      | 1    | 2     | 3     | ШЗ/ШП | О |
| ------------ | ---- | ----- | ----- | ----- | - |
| 1. Швейцария |      | 2:2   | 11:3  | 13:5  | 3 |
| 2. ФРГ       | 2:2  |       | (3:3) | 5:5   | 2 |
| 3. Франция   | 3:11 | (3:3) |       | 6:14  | 1 |

Польша выбыла в группу В

### Призы и награды чемпионата
| Награда           | Игрок           | Сборная      |
| ----------------- | --------------- | ------------ |
| Лучший бомбардир  | Петр Росол      | Чехословакия |
| Лучший вратарь    | Доминик Гашек   | Чехословакия |
| Лучший защитник   | Алексей Гусаров | СССР         |
| Лучший нападающий | Томас Сандстрём | Швеция       |

### Составы команд
СССР. Александр Шумидуб («Динамо» Мн), Алексей Марьин (ЦСКА) — Алексей Гусаров (СКА), Павел Черенков (СКА), Игорь Мартынов (ЦСКА), Александр Лысенко («Спартак»), Андрей Айгинин («Крылья Советов»), Сергей Макаров («Крылья Советов»), Олег Микульчик («Динамо» Мн) — Игорь Болдин («Спартак»), Василий Каменев (СКА), Сергей Немчинов («Крылья Советов»), Юрий Хмылёв («Крылья Советов»), Евгений Чижмин («Крылья Советов»), Николай Борщевский («Динамо» Мн), Алексей Саломатин (ЦСКА), Сергей Востриков («Торпедо» Тл), Александр Черных («Химик»), Андрей Ломакин («Химик»), Евгений Пудовкин («Торпедо» Тл)

Главный тренер: Виталий Ерфилов, тренер Владимир Сафонов.

## Группа В
Матчи прошли 17 — 24 марта 1982 года в болгарской столице Софии.

### Предварительный раунд
Группа 1
| Сборная       | 1    | 2   | 3    | 4   | ШЗ/ШП | О |
| ------------- | ---- | --- | ---- | --- | ----- | - |
| 1. Австрия    |      | 5:3 | 12:1 | 3:5 | 20:9  | 4 |
| 2. Нидерланды | 3:5  |     | 3:2  | 8:5 | 14:12 | 4 |
| 3. Румыния    | 1:12 | 2:3 |      | 8:3 | 11:18 | 2 |
| 4. Италия     | 5:3  | 5:8 | 3:8  |     | 13:19 | 2 |

Группа 2
| Сборная      | 1    | 2   | 3   | 4    | ШЗ/ШП | О |
| ------------ | ---- | --- | --- | ---- | ----- | - |
| 1. Норвегия  |      | 4:1 | 7:1 | 21:0 | 32:2  | 6 |
| 2. Дания     | 1:4  |     | 1:1 | 4:2  | {6:7  | 3 |
| 3. Болгария  | 1:7  | 1:1 |     | 6:2  | 8:10  | 3 |
| 4. Югославия | 0:21 | 2:4 | 2:6 |      | 4:31  | 0 |

### Финальный раунд
Первая группа
| Сборная       | 1     | 2     | 3     | 4     | ШЗ/ШП | О |
| ------------- | ----- | ----- | ----- | ----- | ----- | - |
| 1. Норвегия   |       | 9:3   | 4:3   | (4:1) | 17:7  | 6 |
| 2. Австрия    | 3:9   |       | (5:3) | 4:0   | 12:12 | 4 |
| 3. Нидерланды | 3:4   | (3:5) |       | 7:2   | 13:11 | 2 |
| 4. Дания      | (1:4) | 0:4   | 2:7   |       | 3:15  | 0 |

Утешительная группа
| Сборная      | 1     | 2     | 3     | 4     | ШЗ/ШП | О |
| ------------ | ----- | ----- | ----- | ----- | ----- | - |
| 1. Румыния   |       | 6:3   | (8:3) | 10:2  | 24:8  | 6 |
| 2. Болгария  | 3:6   |       | 5:5   | (6:2) | 14:13 | 3 |
| 3. Италия    | (3:8) | 5:5   |       | 7:4   | 15:17 | 3 |
| 4. Югославия | 2:10  | (2:6) | 4:7   |       | 8:23  | 0 |

Норвегия вышла в группу А, Югославия выбыла в группу C

## Группа C
Матчи прошли 18 — 25 марта 1982 года в Дареме (Великобритания).
| Сборная           | 1        | 2        | 3       | ШЗ/ШП | О |
| ----------------- | -------- | -------- | ------- | ----- | - |
| 1. Венгрия        |          | 11:6 4:6 | 8:4 6:6 | 29:22 | 5 |
| 2. Испания        | 6:11 6:4 |          | 6:5 4:5 | 22:25 | 4 |
| 3. Великобритания | 4:8 6:6  | 5:6 5:4  |         | 20:24 | 3 |

Венгрия вышла в группу В